# دريتشة (بربرود الغربي)
دریتشة (بالفارسية: داریچه) هي قرية تقع في إيران في قسم بربرود الغربي الریفي. يقدر عدد سكانها بـ 116 نسمة بحسب إحصاء 2016.